# Мајк Бјурак
Мајк Бурак (енгл. Mike Burak; 9. октобар 1980) бивши је канадски рагбиста. Као тинејџер тренирао је рагби и кошарку, али се определио за рагби, иако је био веома талентован и за кошарку. У Канади је играо за Олд Бојс ревенсе. Лета 2004, у Черчил купу је дебитовао за канадску репрезентацију. 2005, прешао је да живи у Аустралију, играо је за Нортерн субурбс РФК и Шут шилд. Играо је професионално и у француској првој лиги за По и у енглеској другој лиги за Корниш. Био је део репрезентације Канаде на светском купу 2007.